# Campeonato Brasileiro Série B 2013
In 2013 werd de 32ste editie van de Campeonato Brasileiro Série B gespeeld, de op een na hoogste voetbalcompetitie in Brazilië. SE Palmeiras werd kampioen en promoveerde naar de Campeonato Brasileiro Série A, net als de nummers twee tot vier. De laatste vier in de stand degradeerden.

## Eindstand
| Plaats | Club                | Wed. | W  | G  | V  | Saldo | Ptn. |
| ------ | ------------------- | ---- | -- | -- | -- | ----- | ---- |
| 1.     | Palmeiras           | 38   | 24 | 7  | 7  | 71:28 | 79   |
| 2.     | Chapecoense         | 38   | 20 | 12 | 6  | 60:31 | 72   |
| 3.     | Sport               | 38   | 20 | 3  | 15 | 64:56 | 63   |
| 4.     | Figueirense         | 38   | 18 | 6  | 14 | 63:52 | 60   |
| 5.     | Icasa               | 38   | 18 | 5  | 15 | 50:54 | 59   |
| 6.     | Joinville           | 38   | 17 | 8  | 13 | 58:44 | 59   |
| 7.     | Ceará               | 38   | 16 | 11 | 11 | 60:50 | 59   |
| 8.     | Paraná              | 38   | 16 | 9  | 13 | 55:39 | 57   |
| 9.     | América Mineiro     | 38   | 14 | 15 | 9  | 51:42 | 57   |
| 10.    | Avaí                | 38   | 16 | 8  | 14 | 49:46 | 56   |
| 11.    | Boa Esporte         | 38   | 13 | 11 | 14 | 33:46 | 50   |
| 12.    | Bragantino          | 38   | 13 | 8  | 17 | 37:43 | 47   |
| 13.    | América de Natal    | 38   | 11 | 14 | 13 | 48:56 | 47   |
| 14.    | ABC                 | 38   | 13 | 7  | 18 | 45:58 | 46   |
| 15.    | Oeste               | 38   | 11 | 13 | 14 | 44:58 | 46   |
| 16.    | Atlético Goianiense | 38   | 12 | 8  | 18 | 42:51 | 44   |
| 17.    | Guaratinguetá       | 38   | 11 | 8  | 19 | 42:54 | 41   |
| 18.    | Paysandu            | 38   | 10 | 10 | 18 | 40:56 | 40   |
| 19.    | São Caetano         | 38   | 9  | 9  | 20 | 45:59 | 36   |
| 20.    | ASA                 | 38   | 11 | 2  | 25 | 41:75 | 35   |

|  | Kampioen en promotie naar Série A |
|  | Promotie naar de Série A          |
|  | Degradatie naar Série C           |

1971 · 1972 · 1973-1979 · 1980 · 1981 · 1982 · 1983 · 1984 · 1985 · 1986 · 1987 · 1988 · 1989 · 1990 · 1991 · 1992 · 1993 · 1994 · 1995 · 1996 · 1997 · 1998 · 1999 · 2000 · 2001 · 2002 · 2003 · 2004 · 2005 · 2006 · 2007 · 2008 · 2009 · 2010 · 2011 · 2012 · 2013 · 2014 · 2015 · 2016 · 2017 · 2018 · 2019 · 2020 · 2021 · 2022 · 2023  · 2024